# Tower of Guns
Tower of Guns est un jeu vidéo de tir à la première personne développé et édité par Terrible Posture Games, sorti en 2014 sur Windows et Mac OS.

## Accueil
- Canard PC : 8/10[1]
- Destructoid : 8,5/10[2]
- Jeuxvideo.com : 17/20[3]